# Lasiocala allsoppi
Lasiocala allsoppi är en skalbaggsart som beskrevs av Soula 2006. Lasiocala allsoppi ingår i släktet Lasiocala och familjen Rutelidae. Inga underarter finns listade i Catalogue of Life.